# EC 2.1.2
La EC 2.1.2 è una sotto-sottoclasse della classificazione EC relativa agli enzimi. Si tratta di una sottoclasse delle transferasi che include enzimi che trasferiscono gruppi contenenti un atomo di carbonio e, nel dettaglio, gruppi idrossimetilici e formilici.

## Enzimi appartenenti alla sotto-sottoclasse
| numero EC   | nome accettato                                             |
| ----------- | ---------------------------------------------------------- |
| EC 2.1.2.1  | glicina idrossimetiltransferasi                            |
| EC 2.1.2.2  | fosforibosilglicinammide formiltransferasi                 |
| EC 2.1.2.3  | fosforibosilamminoimidazolocarbossammide formiltransferasi |
| EC 2.1.2.4  | glicina formimidoiltransferasi                             |
| EC 2.1.2.5  | glutammato formimidoiltransferasi                          |
| EC 2.1.2.7  | D-alanina 2-idrossimetiltransferasi                        |
| EC 2.1.2.8  | deossicitidilato 5-idrossimetiltransferasi                 |
| EC 2.1.2.9  | metionil-tRNA formiltransferasi                            |
| EC 2.1.2.10 | amminometiltransferasi                                     |
| EC 2.1.2.11 | 3-metil-2-ossobutanoato idrossimetiltransferasi            |